# Club Baloncesto Miraflores 2020-2021
Questa voce raccoglie le informazioni riguardanti il Club Baloncesto Miraflores nelle competizioni ufficiali della stagione 2020-2021.

## Stagione
La stagione 2020-2021 del Club Baloncesto Miraflores è la 4ª nel massimo campionato spagnolo di pallacanestro, la Liga ACB.

## Roster
Aggiornato al 14 luglio 2019.
| Hereda San Pablo Burgos 2020-21 | Hereda San Pablo Burgos 2020-21 |
| Giocatori                       | Staff tecnico                   |
| ------------------------------- | ------------------------------- |

| N. | Naz.                                                     | Ruolo | Nome             | Anno | Alt.   | Peso   |  |
| -- | -------------------------------------------------------- | ----- | ---------------- | ---- | ------ | ------ |  |
| 0  | Regno Unito (bandiera) · Spagna (bandiera)               | G     | Kareem Queeley   | 2001 | 193 cm |        |  |
| 1  | Serbia (bandiera)                                        | C     | Dejan Kravić     | 1990 | 213 cm | 109 kg |  |
| 7  | Bielorussia (bandiera)                                   | AG    | Maksim Salaš     | 1995 | 206 cm | 100 kg |  |
| 8  | Brasile (bandiera) · Italia (bandiera)                   | G     | Vítor Benite (C) | 1990 | 194 cm | 88 kg  |  |
| 9  | Spagna (bandiera)                                        | GA    | Álex Barrera     | 1992 | 196 cm | 94 kg  |  |
| 10 | Spagna (bandiera)                                        | P     | Ángel Infante    | 1998 | 180 cm |        |  |
| 11 | Spagna (bandiera)                                        | A     | Miquel Salvó     | 1994 | 205 cm | 90 kg  |  |
| 12 | Stati Uniti (bandiera) · Georgia (bandiera)              | G     | Thaddus McFadden | 1987 | 188 cm | 82 kg  |  |
| 14 | Cuba (bandiera)                                          | AC    | Jasiel Rivero    | 1993 | 206 cm | 100 kg |  |
| 18 | RD del Congo (bandiera) · Spagna (bandiera)              | C     | Jordan Sakho     | 1997 | 209 cm | 105 kg |  |
| 20 | Stati Uniti (bandiera) · Montenegro (bandiera)           | P     | Omar Cook        | 1982 | 185 cm | 86 kg  |  |
| 22 | Spagna (bandiera)                                        | AP    | Xavi Rabaseda    | 1989 | 196 cm | 93 kg  |  |
| 23 | Serbia (bandiera)                                        | C     | Goran Huskić     | 1992 | 210 cm | 102 kg |  |
| 28 | Paesi Bassi (bandiera) · Spagna (bandiera)               | C     | Oliver Bieshaar  | 2001 | 202 cm |        |  |
| 30 | Stati Uniti (bandiera)                                   | A     | Ken Horton       | 1989 | 201 cm | 99 kg  |  |
| 32 | Stati Uniti (bandiera) · Bosnia ed Erzegovina (bandiera) | P     | Alex Renfroe     | 1986 | 191 cm | 77 kg  |  |
| 33 | Spagna (bandiera)                                        | AG    | Alberto Alonso   | 2001 | 200 cm |        |  |
| -  | Senegal (bandiera)                                       | C     | Khadim Fall      | 2001 | 205 cm |        |  |

| Allenatore                                                                                    |
| - Joan Peñarroya                                                                              |
| Assistente/i                                                                                  |
| - Alberto Codeso - Fran Hernández Legenda - (C) Capitano - (IN) Inattivo - Infortunato Roster |

## Mercato

### Sessione estiva
| Acquisti | Acquisti          | Acquisti             | Acquisti   | Acquisti |
| R.a      | Nome              | da                   | Modalità   |          |
| -------- | ----------------- | -------------------- | ---------- | -------- |
| P        | Alex Renfroe      | Zenit S. Pietroburgo | svincolato |          |
| G        | Kristian Kullamäe | Real Canoe           | svincolato |          |
| AP       | Xavi Rabaseda     | Gran Canaria         | svincolato |          |
| C        | Jordan Sakho      | Manresa              | prestito   |          |
| C        | Dejan Kravić      | Obradoiro            | svincolato |          |
| P        | Omar Cook         | Gran Canaria         | svincolato |          |
| A        | Ken Horton        | Brescia              | svincolato |          |

| Cessioni | Cessioni               | Cessioni          | Cessioni       | Cessioni |
| R.       | Nome                   | a                 | Modalità       |          |
| -------- | ---------------------- | ----------------- | -------------- | -------- |
| P        | Bruno Fitipaldo        | Canarias Tenerife | fine contratto |          |
| C        | Dragan Apić            | Lokomotiv Kuban'  | fine prestito  |          |
| AG       | Pablo Aguilar Bermúdez | Toshiba Brave Th. | fine contratto |          |
| C        | Augusto Lima           | Murcia            | fine contratto |          |
| P        | Ferrán Bassas          | Joventut Badalona | fine contratto |          |
| AG       | Javi Vega              | Coruña            | fine contratto |          |
| G        | Kristian Kullamäe      | Palma             | prestito       |          |

### Dopo l'inizio della stagione
| Acquisti | Acquisti     | Acquisti    | Acquisti         | Acquisti   |
| R.       | Nome         | da          | Data             | Modalità   |
| -------- | ------------ | ----------- | ---------------- | ---------- |
| AG       | Maksim Salaš | Cmoki Minsk | 15 dicembre 2020 | svincolato |

| Cessioni | Cessioni        | Cessioni     | Cessioni         | Cessioni    |
| R.       | Nome            | a            | Data             | Modalità    |
| -------- | --------------- | ------------ | ---------------- | ----------- |
| C        | Goran Huskić    | Bilbao Berri | 11 novembre 2020 | prestito    |
| C        | Oliver Bieshaar | Albacete     | 28 febbraio 2021 | rescissione |